# Podotenus
Podotenus är ett släkte av skalbaggar. Podotenus ingår i familjen Aphodiidae.

## Dottertaxa tillPodotenus, i alfabetisk ordning[1]
- Podotenus allynensis
- Podotenus arrowsmithensis
- Podotenus athertonensis
- Podotenus badgingarrae
- Podotenus baldiensis
- Podotenus barringtonensis
- Podotenus bourkensis
- Podotenus callabonnensis
- Podotenus channonensis
- Podotenus coffensis
- Podotenus dilgryensis
- Podotenus erosus
- Podotenus forrestensis
- Podotenus gallagheri
- Podotenus gracilipes
- Podotenus insignior
- Podotenus integrifrons
- Podotenus kulkynensis
- Podotenus lindensis
- Podotenus mattewsi
- Podotenus nigrosetosus
- Podotenus oodlawirraensis
- Podotenus otwayensis
- Podotenus pseudovictoriae
- Podotenus schmidti
- Podotenus storeyi
- Podotenus suberosus
- Podotenus subfuscus
- Podotenus tennantensis
- Podotenus toowoombaensis
- Podotenus tricolor
- Podotenus wauchopensis
- Podotenus victoriae
- Podotenus williamsi